# Lagidium
Lagidium é um gênero de roedores da família Chinchillidae.

## Espécies
- Lagidium ahuacaense Ledesma, Werner, Spotorno & Albuja, 2009
- Lagidium peruanum Meyen, 1833
- Lagidium viscacia (Molina, 1782)
- Lagidium wolffsohni (Thomas, 1907)